# Tearaway
Tearaway ist ein Jump-’n’-Run- und Adventure-Videospiel von Media Molecule, das im November 2013 von Sony Computer Entertainment für die PlayStation Vita veröffentlicht wurde. Im September 2015 erschien ein Remake des Spiels für PlayStation 4 unter dem Titel Tearaway Unfolded.

## Spielverlauf
Der Spieler begleitet einen Nachrichtenboten durch eine Welt, die von Schnipseln, Gegner aus Papier, befallen ist. Ziel ist es, eine Nachricht an das Wesen, das durch den Spieler repräsentiert wird, zu übermitteln.

## Gameplay
Das Spiel ist ein dreidimensionales Jump ’n’ Run mit Adventure-Elementen. Für die Interaktion mit der Spielwelt werden sämtliche Features der Vita genutzt. Dazu gehört die Kamera, die der Sonne das Gesicht des Spielers verleiht, die Touchflächen auf der Vor- und Rückseite des Gerätes, mit dem der Spieler entweder Schnipsel antippen kann oder mit seinen Fingern durch die Rückseite des Gerätes scheinbar in die Spielwelt hereinreichen kann. Mittels des Mikrofons können Soundsamples aufgenommen werden, die dann in der Spielwelt wiedergegeben werden. Regelmäßig wird der Spieler dazu aufgefordert, Spielfiguren durch Basteleien zu erweitern oder ihnen fehlende Elemente nach der Vorstellung des Spielers hinzuzufügen.

## Stil
Die gesamte Spielwelt wird als auch Papier und Pappe gebastelt dargestellt. Dabei werden Bewegungen in typischen, eher langsamen und abgehackten Animationsschritten für Papiermodelle dargestellt. Aufgrund dessen werden die visuellen Elemente des Spiels gelegentlich mit der Paper-Mario-Serie von Nintendo verglichen. Der Gameplay-Stil erinnert hingegen an Little Big Planet, eine Reihe, die für PlayStation-Konsolen entwickelt wurde.

## Rezeption
Das Spiel erhielt überwiegen positive Wertungen.